# Anchoa mundeoloides
Anchoa mundeoloides is een straalvinnige vis uit de familie van ansjovissen (Engraulidae), orde van haringachtigen (Clupeiformes). De vis kan een lengte bereiken van 12 centimeter.

## Leefomgeving
Anchoa mundeoloides is een zoutwatervis. De soort komt voor in subtropische wateren in de Grote Oceaan.

## Relatie tot de mens
Anchoa mundeoloides is voor de visserij van geen belang. In de hengelsport wordt er weinig op de vis gejaagd.